# Campeonato Panamericano de Sóftbol Femenino de 2013
El Campeonato Panamericano de Sóftbol Femenino de 2014, fue la VIII edición del torneo femenino de sóftbol continental organizado por la Confederación Panamericana de Sóftbol, disputado en la ciudad de Guaynabo (Puerto Rico), del 10 al 18 de agosto de 2013.
El torneo se disputó en tres escenarios: Estadio Evelio Rivera, el Donna Terry (con una capacidad de 2000 espectadores) y el Polideportivo Pedro López Santos (para 800 espectadores).
El torneo otorgó cinco (5) cupos para el Campeonato Mundial de Sóftbol Femenino de 2014 disputado en Haarlem, Países Bajos. Igualmente, otorga cinco (5) cupos para el torneo de sóftbol de los Juegos Panamericanos de 2015; y a la vez, cinco (5) cupos para el torneo de sóftbol de los Juegos Centroamericanos y del Caribe de 2014.

## Emparejamiento
La distribución de las selecciones fue presentada oficialmente el 20 de julio. La selección de El Salvador desistió.
| Grupo A                        | 2009 |                      | Grupo B | 2009 |
| ------------------------------ | ---- | -------------------- | ------- | ---- |
| Estados Unidos                 | 1ro  | Canadá               | 2do     |      |
| Cuba                           | 4to  | Venezuela            | 3ro     |      |
| Argentina                      | 5to  | República Dominicana | 6to     |      |
| Colombia                       | 7mo  | Puerto Rico          | 8vo     |      |
| Brasil                         | 9no  | México               | 10mo    |      |
| Aruba                          | 12ro | Guatemala            | 13ro    |      |
| Islas Vírgenes Estadounidenses | 16vo | Belice               | 17mo    |      |
| El Salvador                    | 11vo | Perú                 | 20mo    |      |

## Ronda de apertura
La ronda de apertura se jugará entre el 4 y el 10 de agosto.
- Los horarios corresponden al huso horario de Santo Domingo (UTC -04:00)

### Grupo A
| Equipo                         | G | P | Av    | Dif |
| ------------------------------ | - | - | ----- | --- |
| Estados Unidos                 | 6 | 0 | 1.000 | -   |
| Cuba                           | 5 | 1 | 0.833 | 1.  |
| Brasil                         | 4 | 2 | 0.667 | 2   |
| Colombia                       | 3 | 3 | 0.500 | 3   |
| Argentina                      | 2 | 4 | 0.333 | 4   |
| Aruba                          | 1 | 5 | 0.167 | 5   |
| Islas Vírgenes Estadounidenses | 0 | 6 | 0.000 | 6   |

| Fecha        | Visitante      | Resultado | Local          |
| ------------ | -------------- | --------- | -------------- |
| 10 de agosto | Colombia       | 0-5       | Brasil         |
| 10 de agosto | Cuba           | 10-2      | Colombia       |
| 10 de agosto | Brasil         | 14-0      | Islas Vírgenes |
| 10 de agosto | Estados Unidos | 16-0      | Aruba          |
| 11 de agosto | Cuba           | 4-0       | Argentina      |
| 11 de agosto | Estados Unidos | 11-0      | Brasil         |
| 11 de agosto | Colombia       | 11-0      | Islas Vírgenes |
| 12 de agosto | Estados Unidos | 5-1       | Cuba           |
| 12 de agosto | Colombia       | 3-2       | Argentina      |
| 12 de agosto | Brasil         | 3-1       | Aruba          |
| 13 de agosto | Cuba           | 12-0      | Islas Vírgenes |
| 13 de agosto | Aruba          | 8-6       | Islas Vírgenes |
| 13 de agosto | Argentina      | 13-1      | Aruba          |
| 13 de agosto | Estados Unidos | 12-0      | Colombia       |
| 14 de agosto | Estados Unidos | 7-0       | Argentina      |
| 14 de agosto | Argentina      | 15-2      | Islas Vírgenes |
| 14 de agosto | Colombia       | 6-2       | Aruba          |
| 14 de agosto | Cuba           | 4-0       | Brasil         |
| 15 de agosto | Cuba           | 7-0       | Aruba          |
| 15 de agosto | Argentina      | 1-3       | Brasil         |
| 15 de agosto | Estados Unidos | 12-0      | Islas Vírgenes |

### Grupo B
| Equipo               | G | P | Av    | Dif |
| -------------------- | - | - | ----- | --- |
| República Dominicana | 6 | 1 | 0.857 | -   |
| Canadá               | 6 | 1 | 0.857 | 1   |
| Puerto Rico          | 5 | 2 | 0.714 | 1   |
| México               | 4 | 3 | 0.571 | 2   |
| Venezuela            | 4 | 3 | 0.571 | 2   |
| Guatemala            | 2 | 5 | 0.286 | 4   |
| Perú                 | 1 | 6 | 0.143 | 5   |
| Belice               | 0 | 7 | 0.000 | 6   |

| Fecha        | Visitante            | Resultado | Local                |
| ------------ | -------------------- | --------- | -------------------- |
| 10 de agosto | República Dominicana | 14-0      | Guatemala            |
| 10 de agosto | Canadá               | 1-0       | México               |
| 10 de agosto | Venezuela            | 5-0       | Belice               |
| 10 de agosto | Puerto Rico          | 8-0       | Perú                 |
| 11 de agosto | Belice               | 2-3       | Perú                 |
| 11 de agosto | Venezuela            | 2-3       | México               |
| 11 de agosto | Canadá               | 0-4       | República Dominicana |
| 11 de agosto | Puerto Rico          | 6-0       | Guatemala            |
| 11 de agosto | Puerto Rico          | 8-0       | Guatemala            |
| 12 de agosto | México               | 2-0       | Guatemala            |
| 12 de agosto | República Dominicana | 13-0      | Belice               |
| 12 de agosto | Guatemala            | 7-0       | Perú                 |
| 12 de agosto | Canadá               | 1-0       | Venezuela            |
| 12 de agosto | Puerto Rico          | 4-1       | México               |
| 13 de agosto | Venezuela            | 10-0      | Guatemala            |
| 13 de agosto | México               | 10-0      | Perú                 |
| 13 de agosto | Canadá               | 8-0       | Perú                 |
| 13 de agosto | Canadá               | 13-0      | Belice               |
| 13 de agosto | Puerto Rico          | 0-2       | República Dominicana |
| 14 de agosto | México               | 7-1       | Belice               |
| 14 de agosto | República Dominicana | 10-1      | Perú                 |
| 14 de agosto | Canadá               | 8-1       | Guatemala            |
| 14 de agosto | Venezuela            | 0-2       | Puerto Rico          |
| 15 de agosto | Guatemala            | 7-0       | Belice               |
| 15 de agosto | Venezuela            | 7-0       | Perú                 |
| 15 de agosto | República Dominicana | 8-1       | México               |
| 15 de agosto | Venezuela            | 5-0       | República Dominicana |
| 15 de agosto | Canadá               | 5-0       | Puerto Rico          |

## Ronda de campeonato
| Fecha        | Juego | Visitante            | Resultado | Local       | Hecho                       |
| ------------ | ----- | -------------------- | --------- | ----------- | --------------------------- |
| 16 de agosto | C1    | Brasil               | 10-0      | México      | MEX y COL eliminados.       |
| 16 de agosto | C2    | Puerto Rico          | 10-0      | Colombia    | MEX y COL eliminados.       |
| 16 de agosto | C3    | República Dominicana | 6-7       | Cuba        | CUB y USA a la semifinal 1. |
| 16 de agosto | C4    | Estados Unidos       | 8-2       | Canadá      | CUB y USA a la semifinal 1. |
|              |       |                      |           |             |                             |
| 17 de agosto | C5    | Canadá               | 5-0       | Brasil      | CAN y PUR a la semifinal 2. |
| 17 de agosto | C6    | República Dominicana | 2-5       | Puerto Rico | CAN y PUR a la semifinal 2. |
| 17 de agosto | C7    | Estados Unidos       | 5-0       | Cuba        | USA → final.                |
|              |       |                      |           |             |                             |
| 17 de agosto | C8    | República Dominicana | 5-0       | Brasil      | DOM 5to lugar.              |
| 17 de agosto | C9    | Canadá               | 6-0       | Puerto Rico |                             |
|              |       |                      |           |             |                             |
| 18 de agosto | C10   | Cuba                 | 0-2       | Canadá      | CAN → final.                |
|              |       |                      |           |             |                             |
| 18 de agosto | C11   | Estados Unidos       | 8-1       | Canadá      | USA → Campeón.              |

|  | Semifinal | Semifinal      | Semifinal |   |  | Tercer puesto | Tercer puesto | Tercer puesto |  |        | Final | Final          | Final |
|  |           |                |           |   |  |               |               |               |  |        |       |                |       |
|  |           | Estados Unidos | 5         |   |  |               |               |               |  |        |       |                |       |
|  |           | Cuba           | 0         |   |  |               |               |               |  |        |       | Estados Unidos | 8     |
|  |           |                |           |   |  | Cuba          | 0             |               |  | Canadá | 1     |                |       |
|  |           |                | Canadá    | 2 |  |               |               |               |  |        |       |                |       |
|  |           | Canadá         | 6         |   |  |               |               |               |  |        |       |                |       |
|  |           | Puerto Rico    | 0         |   |  |               |               |               |  |        |       |                |       |

### Final
| Equipo         | 1 | 2 | 3 | 4 | 5 | C | H | E |
| -------------- | - | - | - | - | - | - | - | - |
| Estados Unidos | 1 | 5 | 0 | 0 | 2 | 8 | 6 | 1 |
| Canadá         | 0 | 0 | 0 | 0 | 1 | 1 | 4 | 0 |

Lanzador inicial: USA – Sara Nevins;  CAN – Sara Plourde  

## Posiciones finales
La siguiente tabla muestra las posiciones finales de los equipos nacionales, así como los clasificados para las distintas competencias.
|    | Estados Unidos                 | Campeonato Mundial   | Juegos Panamericanos                 |                                      |
|    | Canadá                         |                      |                                      |                                      |
|    | Cuba                           | Juegos Panamericanos | Juegos Centroamericanos y del Caribe |                                      |
| 4  | Puerto Rico                    |                      |                                      |                                      |
| 5  | República Dominicana           |                      |                                      |                                      |
| 6  | Brasil                         |                      |                                      |                                      |
| 7  | México                         |                      |                                      | Juegos Centroamericanos y del Caribe |
| 8  | Colombia                       |                      |                                      |                                      |
| 9  | Venezuela                      |                      |                                      | Juegos Centroamericanos y del Caribe |
| 10 | Argentina                      |                      |                                      |                                      |
| 11 | Guatemala                      |                      |                                      |                                      |
| 12 | Aruba                          |                      |                                      |                                      |
| 13 | Perú                           |                      |                                      |                                      |
| 14 | Belice                         |                      |                                      |                                      |
| 15 | Islas Vírgenes Estadounidenses |                      |                                      |                                      |